# Барда
 Тази статия е за града в Азербайджан.  За района вижте Барда (район).  
Барда (на азербайджански: Bərdə) е град в централен Азербайджан, административен център на район Барда, разположен на юг от Евлах и на левия бряг на река Тартат. Той служи като столица на Кавказка Албания до края на 5-ти век. Барда става главен град на ислямската провинция Аран, кавказка Албания, като остава такъв до десети век. Населението му е около 41 300 души (2010).
Разположен е на 76 m надморска височина в Куро-Аракската низина, на 16 km от десния бряг на река Кура и на 20 km от границата с Нагорни Карабах. Селището е основано в средата на V век под името Партав и скоро става столица на Кавказка Албания.

## История

### Античност
Според Историята на страната Албания, Сасанидският шах на Иран , Фируз I (459–484) заповядва на своя васал кавказкия албански крал Ваче II (440–462 ) да получи града. Това обаче е малко вероятно, тъй като Кралство Кавказка Албания е било премахнато от Фируз след потушаване на бунт от Ваче II в средата на 460-те години. Градът вероятно е основан от самия Фируз I след отстраняването на управляващото семейство в Кавказка Албания. Поради по-сигурното си местоположение, той е превърнат в новата резиденция на иранския марзбан (маркграф). Намира се в албанската провинция Утик. Градът най-вероятно е преименуван на Партав между 485 и 488 г. и става новата столица на Албания (по този начин заменя Кабала) при Вачаган III (485–510), , който е бил поставен на трона от брата на Фируз I и наследник Балаш (484–488). Независимо от това, градът не е служил като резиденция на албанските крале и е бил символ на чуждо управление. Градът е укрепен от шах Кобад I (488–496, 498/9–531) и преименуван на Перозкавад („победоносен Кавад“). Независимо от това, градът все още се нарича Партав. През 552 г. градът става седалище на католикоса на Църквата на Кавказка Албания. Партав служи като резиденция на сасанидския принц Хосров (бъдещият Хосров II) след назначаването му за губернатор на Албания от баща му Хормазд IV (579–590 ) през 580 г. Партов най-вероятно е заграбен преди 652 г. от халифата Рашидун. Става известен като Барда на арабски.

### Средновековие
Около 789 г. града е превърнат във втората алтернативна столица (след Двин) на управителя  (остикан) на провинция Арминия. Неговите управители укрепват отбраната на града, за да се противопоставят на нашествията на хазарите, атакуващи от север. През 768 г. Католикосът на всички арменци, Сион I Бавонаци, свиква църковен съвет в Партав, който приема 24 канона, които разглеждат въпроси, свързани с управлението на арменската църква и брачните практики. От девети до десети век Барда до голяма степен губи икономическото си значение за близкия град Ганджа; седалището на католикоса на Албанската църква също е преместено в Бардак (Бердакур), оставяйки Партав като епископство. Според мюсюлманските географи Истахри, Ибн Хаукал и Ал-Макдиси, отличителният кавказки албански език (който те наричат ал-рания, или арански) се запазва в ранните ислямски времена и все още се говори в Барда през десети век. Ибн Хаукал споменава, че хората от Барда говорят арански,, докато Естахри заявява, че аранският е езикът на „страна Барда“.
През това време градът се гордее с мюсюлманско арабско население, както и със значителна християнска общност. Барда дори е била седалище на несторианска (християнска) епархия през 10-ти век.  
Позовавайки се на събития от края на единадесети век, арменският историк от XII век Матей от Едеса описва Партав като „арменски град, който също се нарича Пайтакаран и се намира близо до обширното Каспийско море."
Същите мюсюлмански географи описват Барда като процъфтяващ град с цитадела, джамия (тук се е намирала съкровищницата на Аран), кръгова стена и порти и неделен базар, наречен „Кераки“, „Кораки“ или „ал- Курки“ (име, произлизащо от гръцки κυριακή (кириаки), Господен ден и неделя, както е арменската дума кираки). През 914 г. градът е превзет от русите, които го окупират за шест месеца. През 943 г. е нападнат още веднъж от русите и разграбен. Това може да е било фактор за упадъка на Барда през втората половина на десети век, заедно с набезите и потисничеството от страна на владетелите на съседните региони, когато града губи позиции от Бейлаган. 
Векове на земетресения и накрая монголските нашествия унищожават голяма част от забележителностите на града, с изключение на гробницата на Ахмад Зочейбана от четиринадесети век, построена от архитект Ахмад ибн Аюб Нахчивани. Мавзолеят представлява цилиндрична тухлена кула, украсена с тюркоазени плочки. Има и по-скоро построената джамия Имамзаде, която има четири минарета.

### Настояще
Селското стопанство е основната дейност в района. Местната икономика се основава на производството и преработката на памук, коприна, птиче месо и млечни продукти. Линията за прекратяване на огъня, сключена в края на Първата война в Нагорни Карабах през 1994 г., е само на няколко километра западно от Барда, близо до Тертер.
На 27 октомври 2020 г. арменски ракети удариха града, при което загинаха най-малко 21 цивилни, включително 7-годишно момиче, и раниха 70 други.  Хюман Райтс Уоч и Амнести Интернешънъл потвърдиха използването на касетъчни боеприпаси от Армения. 

## Известни личности
- Хосров II Парвиз, персийски цар, последният велик крал на Сасанидската империя, се споменава за първи път през 580-те години, когато е бил в Партов (Барда), столицата на Кавказка Албания. По време на престоя си там той служи като управител на кралството и успява да сложи край на Иберийското кралство и да го превърне в сасанидска провинция.[10]